# Дракон (геральдика)

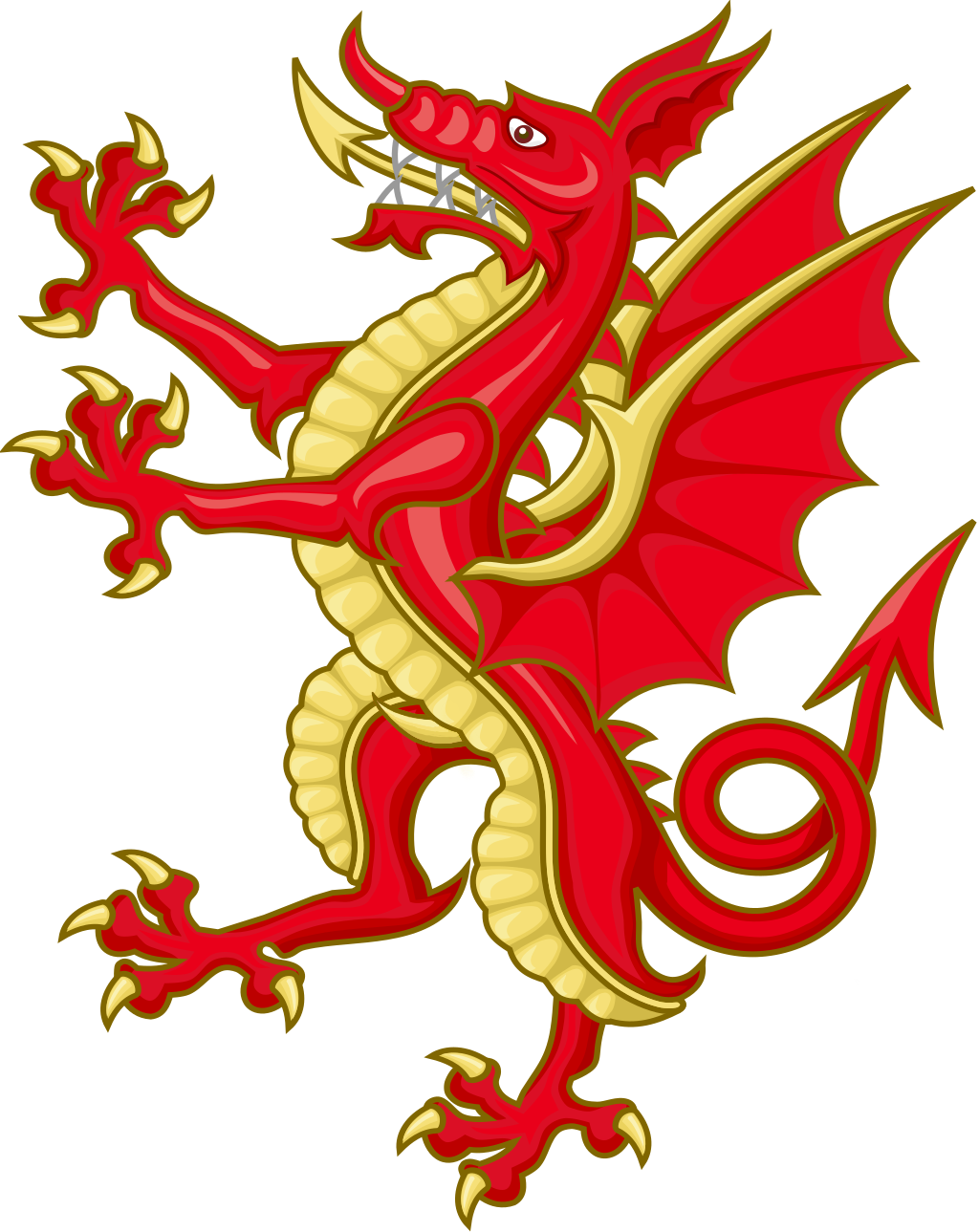
Валійський дракон

Драко́н — у геральдиці гербова фігура у вигляді дракона. Зображувався звичайно з двома крилами, чотирма лапами, довгим завитим гострим хвостом і лускатим тілом. Коли дракон зображений без крил, він називається  «Ліндворм», коли без ніг — «Змій». З опущеною головою він називається переможеним драконом. Геральдичне значення дракона — недоторканність, заборона, невинність охоронюваного об'єкта (скарби, діви і інш.). Різновиди — змій, зилант, віверн (крилатий дракон із двома лапами і тілом змія).

## Типи
Види драконів в геральдиці:
- Крилатий дракон — дракон з двома лапами;
- Змій — дракон без крил;
- Амфіптер — звивистий дракон з крилами, але без лап;
- Гівр — дракон з крилами і лапами (в Інтернеті гівр описується, навпаки, як дракон без крил і лап).

Глибше значення символу визначається по позі дракона:
- здиблений (стоїть на задніх лапах; з піднятими передніми);
- ідучий (з піднятою правою передньою лапою і дивиться праворуч);
- стоячий (стоїть на всіх чотирьох лапах, крила підняті над спиною, розпростерті або приопущені, хвіст вузлуватий).

Ще глибше значення визначається кольором: чорним, червоним, зеленим або золотим.
У російській геральдиці цей символ дещо відрізняється від європейського і поєднував у собі також образ змія (в європейській геральдиці — окремий символ):
|                                            | Дракон, емблема нечистої сили, язичництва, неуцтва, зображується в профіль з лапами грифа, на яких він і спочиває; язик його схожий на жало, крила у нього такі ж, як у кажана, а тулуб закінчується риб'ячим хвостом. |
| — Олександр Лакієр, «Російська геральдика» | |

## Змій в геральдиці
Змій — різновид дракона. Обидва зображуються крилатими, але дракон — з двома лапами, а змій — з чотирма. Є негативним символом і в деякій іноземній геральдиці практично ототожнюється з драконом. На думку доктора історичних наук Г. І. Корольова, відмінність між цими істотами за числом їх лап неістотна і в російській емблематичній традиції відсутній.

## Галерея

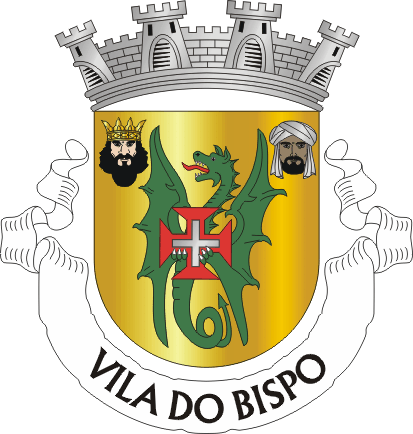
Віла-ду-Бішпу, Португалія
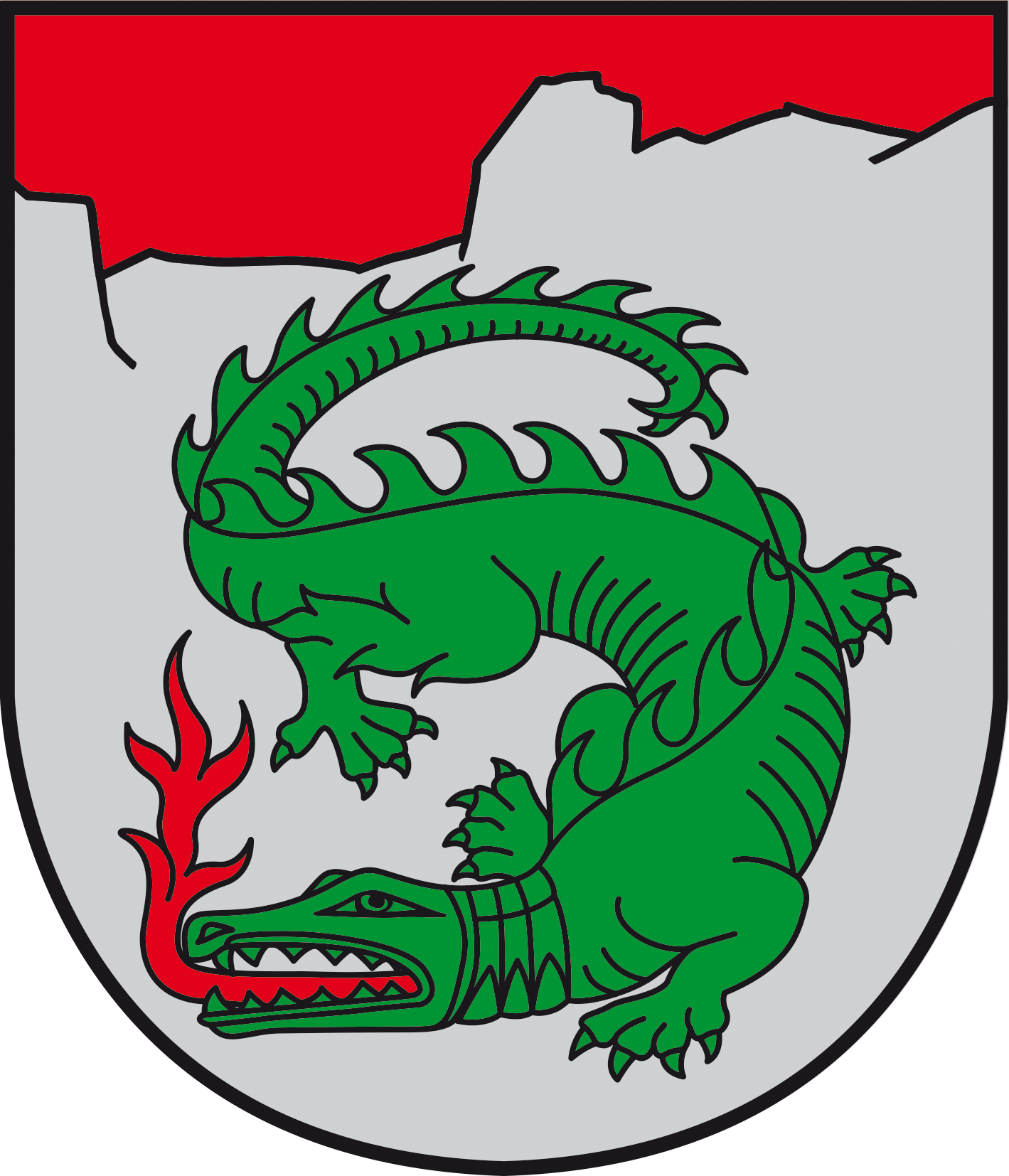
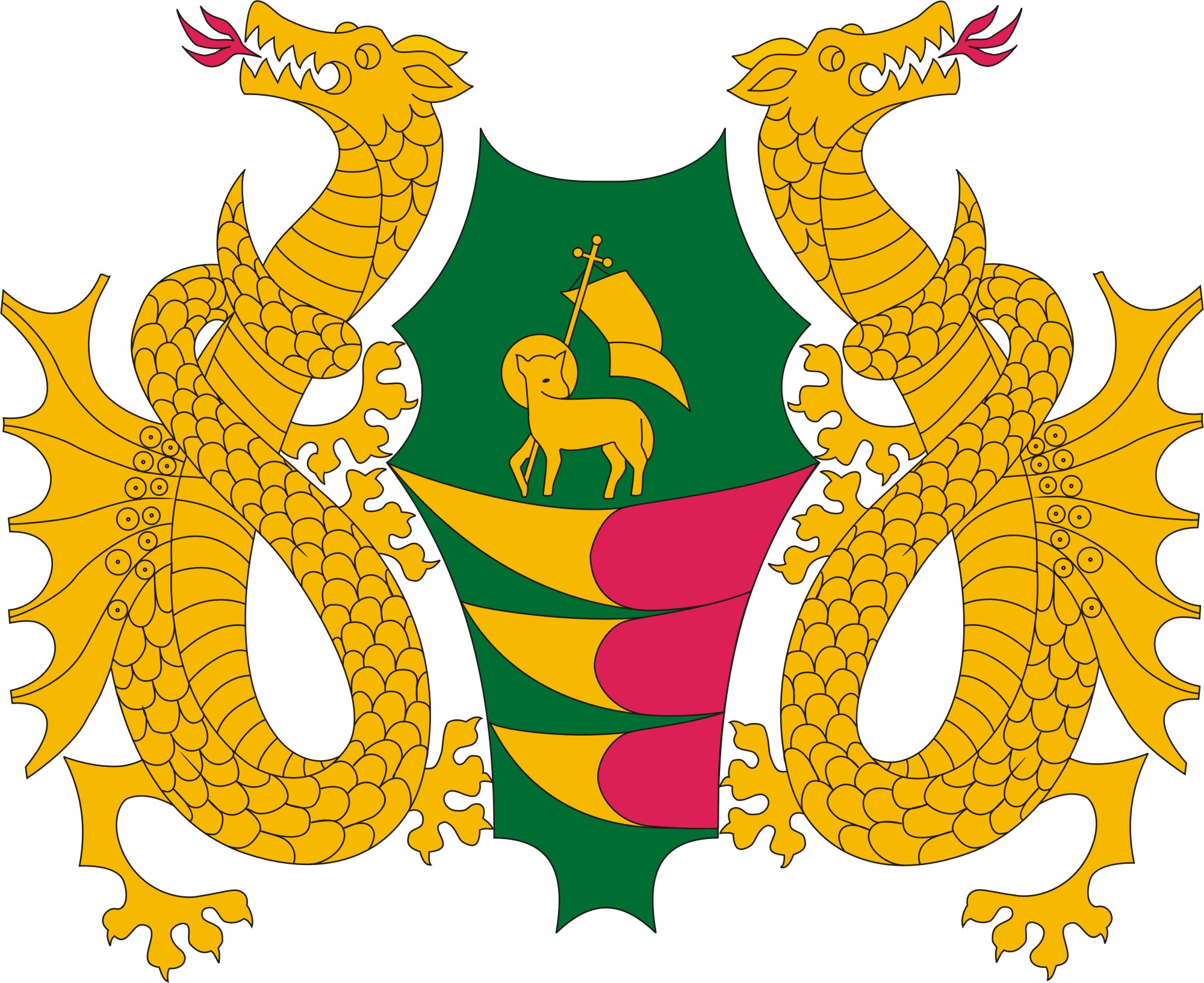